# 위안린시

위안린 시의 위치

위안린시(한국어: 원림시, 중국어: 員林市, 병음: Yuánlín Shì)은 중화민국 장화 현의 현할시이다. 넓이는 40.038km2이고, 인구는 2015년 8월 기준으로 124,706명이다.

## 지리
위안린 시은 장화 평원의 동부에 위치하고 난터우 현과의 현 경계에 있는 바과 대지를 제외하고는 평원으로 구성되어 있다. 평균 해발은 25m이다. 기후는 아열대 기후구에 속해 연평균 기온은 23℃이다.

## 역사
위안린 지구의 개발은 청대의 강희 중기로 거슬러 올라갈 수 있다. 1683년(강희 22년), 수사제독 시랑, 육군제독 만정이 대만을 공격, 정씨정권을 항복시키면서 위안린은 복건성 분순대하도 대만부 제라현에 속했다. 강희 연간에 복건성 장주부 평화현의 조아자, 광동성 가응주 진평현의 첨지도, 류연괴, 오삼림, 광동성 조주부 요평현의 황하구, 황실현, 노강직, 장응화, 장문창, 장강직, 광동성 혜주부 육풍현의 양문개, 양문거 형제 등이 이곳의 개척을 이끌었다.
1740년(건륭 5년), 연무보(燕霧保)가 설치되어 해대, 수수, 가석, 원림자, 진평, 내만, 백사갱의 7장을 관할하게 되었다. 연무보의 가(街)구가 원림자가(員林仔街)이다.
시모노세키 조약에 의해 일본에 의한 통치가 시작된 대만에서는 행정구의 개편이 계속되어, 1920년에는 다이추 주 인린 군 인린 가로 개편되었다. 전후에는 타이중 현 위안린 구 위안린 진이 되었고 1950년에 장화 현 위안린 진으로 개칭되어 현재에 이르고 있다.